# Anton Füster

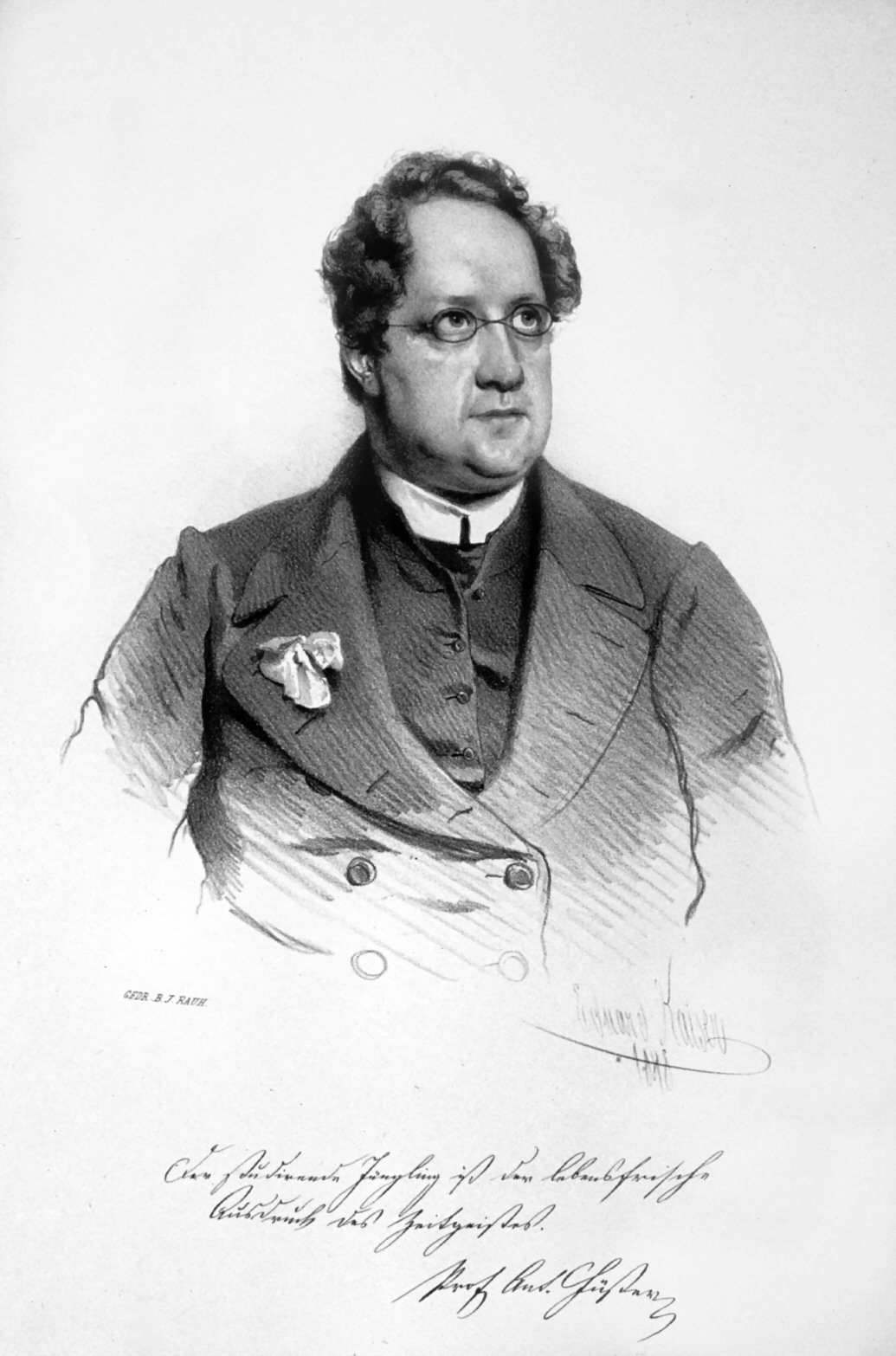
Anton Füster. Lithographie von Eduard Kaiser, 1848

Anton Füster (auch Anton Fister) (* 5. Jänner 1808 in Radmannsdorf in Krain; † 12. März 1881 in Wien) war ein österreichischer Politiker und Theologe.

## Leben
Anton Füster studierte Philosophie und Theologie in Laibach und Triest und lehrte dann als Religionsprofessor in Görz. Im Jahr 1847 wurde er als Professor für Religion und Pädagogik an die Universität Wien berufen und war dort auch als Universitätsprediger tätig. Er beteiligte sich aktiv an der Revolution 1848 und war Feldkaplan der Akademischen Legion. Nachdem das österreichische Militär unter Fürst Windisch-Graetz Wien zurückerobert hatte, wurde Füster verhaftet, musste aufgrund seiner Immunität als Reichstagsabgeordneter allerdings wieder freigelassen werden. Durch den Wiener Erzbischof Vincenz Eduard Milde wurde er exkommuniziert. Nach der Auflösung des Reichstages 1849 floh er über Hamburg und England nach New York. Dort arbeitete er als deutscher Sprachlehrer. Er wurde 1856 in Abwesenheit wegen Hochverrats zum Tode verurteilt. Nachdem er 1867 amnestiert wurde, kehrte er noch im selben Jahr nach Österreich zurück.
Füster war gern gesehener Gast bei den Wiener deutschnationalen Korporationen, die ihn auch finanziell unterstützten. Als er 1881 starb, hielt der Wiener Deputierten-Convent an seinem Sarg eine Ehrenwache. Am 16. Juni 1882 wurde das Denkmal Füsters auf dem Wiener Zentralfriedhof enthüllt, dass ihm die Studentenschaft gewidmet hatte.

In einem zeitgenössischen Tagebuch wird ein Spottvers auf Anton Füster überliefert:

„Oh! Stört ihn nicht in seinem Glücke / Auf Pflastersteinen ruht sein Blicke,
Und eine Barrikaden-Dame küsst er / Der Herr Professor, Pater, Deputierte Füster.“

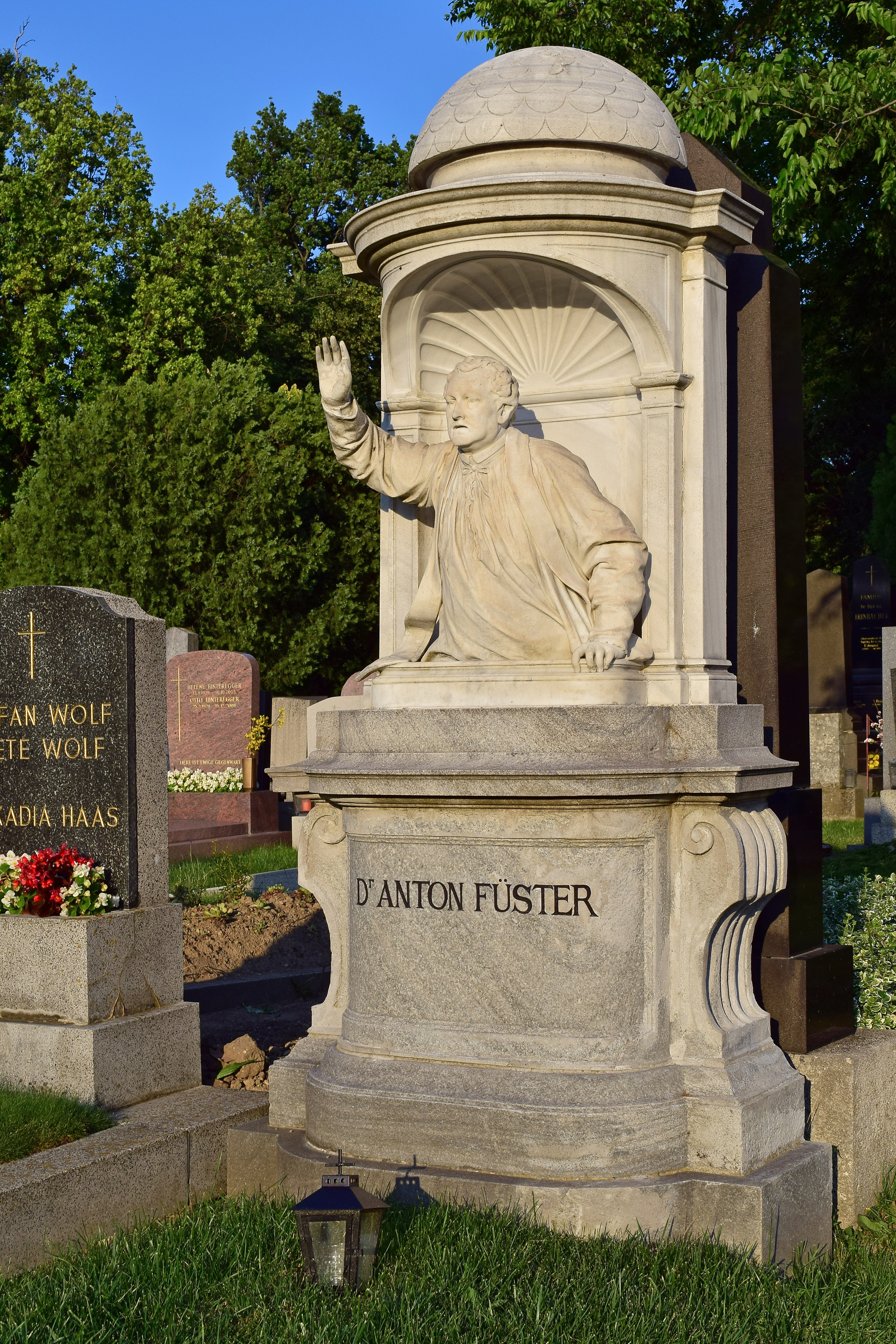
Grab von Anton Füster am Wiener Zentralfriedhof

Nach ihm wurde 1932 der Füsterweg im 22. Wiener Gemeindebezirk Donaustadt benannt, zudem erhielt er ein ehrenhalber gewidmetes Grab am Wiener Zentralfriedhof.

## Werke
- Memoiren vom März 1848 bis Juli 1849. Beitrag zur Geschichte der Wiener Revolution, 2 Bände, Frankfurt am Main 1850 (Digitalisat)